# نقطة مركزية

النقطة المركزية للمثلث.

في الهندسة الرياضية، النقطة المركزية (barycenter)، أو مركز الكتلة، لشكل هندسي X في أي فضاء بعدي هي نقطة تقاطع جميع المستويات التي تقسم هذا الشكل إلى قسمين ذا عزم رياضي متساويين حول المستوي القاطع. وبشكل عام هي نقطة معدل جميع نقاط الشكل X.
تتطابق النقطة المركزية لجسم مع مركز ثقل ذات الجسم إذا كانت الكثافة منتظمة في جميع نقاط الجسم.
من الممكن حساب النقطة المركزية لمجموعة نقاط، بحساب المتوسط الحسابي لإحداثيات جميع النقاط.

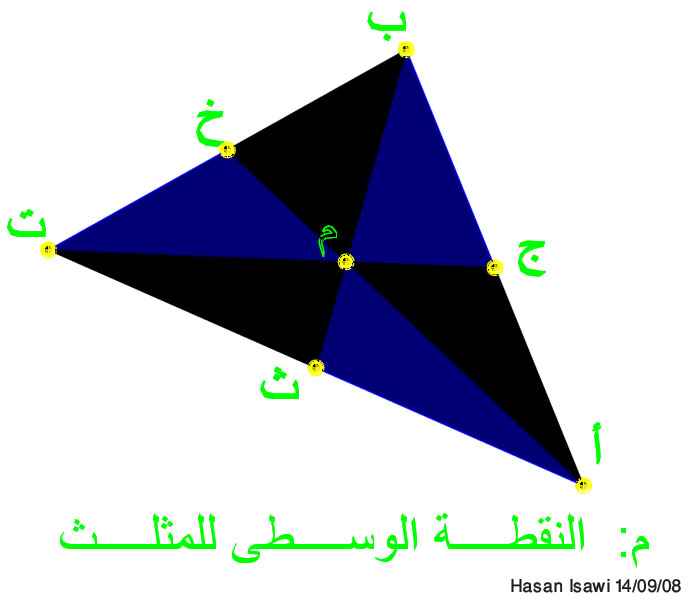
(barycenter) النقطة المركزية للمثلث: نقظة تقاطع متوسطات المثلث